# Suslic de cua anellada
El suslic de cua anellada (Notocitellus annulatus) és una espècie de rosegador de la família dels esciúrids. És endèmic de Mèxic (Colima, Guerrero, Jalisco, Michoacán i Nayarit). S'alimenta de fruita, núcules i, a vegades, insectes. El seu hàbitat natural són els boscos caducifolis tropicals espessos. Es creu que no hi ha cap amenaça per a la supervivència d'aquesta espècie.